# Индустриальный туризм и городские исследования

На заброшенном объекте

Городские исследования (англ. urban exploration) — исследования территорий и объектов в городе, производственного или специального назначения, также заброшенных сооружений и любых объектов, которые не лежат в поле зрения простого горожанина, с целью получения эстетического удовольствия или удовлетворения исследовательского интереса. 
Городские исследования обладают многими чертами молодёжной субкультуры.

## История
В начале 1980-х годов набрал популярность музыкальный стиль «индастриал», к которому относят такие коллективы, как Throbbing Gristle, Current 93, Einstürzende Neubauten, Coil, Nurse With Wound и т. д., которые использовали индустриальные шумы как существенную часть музыкальной эстетики своих произведений. С появлением видеоклипов соответствующий визуальный видеоряд к такой музыке также привнес свою лепту в популяризацию явления.
В СССР большой скачок интереса к эстетике заброшенных объектов и промзон произошел после появления фильма «Сталкер» Андрея Тарковского, и название «сталкер» стали применять по отношению к себе сами любители индустриального туризма, хотя по фильму Сталкер — это проводник по Зоне, а не её исследователь, а в книге «Пикник на обочине» братьев Стругацких, по мотивам которой снят этот фильм, сталкеры нелегально проникают в Зону с целью поиска необычных артефактов, так называемого «хабара», для последующей их продажи на чёрном рынке.
Отсутствие в 1980-х годах широких возможностей сетевого взаимодействия приводило к изолированности интересующихся этим хобби, делая его уделом небольших групп, находящихся на периферии общественного внимания. Все сильно изменилось с появлением сети Интернет, позволившей свободно обмениваться информацией, объединяться и организовывать совместные поездки на труднодоступные и далекие объекты.
Новая волна популярности на Западе возникла после того, как на него обратили внимание масс-медиа. Недавние телевизионные шоу, такие как Urban Explorers на телеканале Discovery, Fear на телеканале MTV, охота за привидениями, осуществляемая Атлантическим паранормальным обществом, подогревали интерес к хобби у аудитории. В художественном фильме «Неуправляемый экстрим» (After…, 2006) изображены диггеры, оказавшиеся в экстремальной ситуации в московском метро. Городским исследованиям были посвящены выступления и выставки на пятой и шестой конференции Hackers on Planet Earth, а также многочисленные газетные статьи и интервью.
Другим популяризатором стал документальный сериал Cities of the Underworld на History Channel, который шел три сезона с 2007 года. Сериал показывал малоизвестные подземные сооружения в отдаленных местах мира и прямо под ногами горожан.
Существенно поднял популярность такого туризма выход ожидаемой многими компьютерной игры S.T.A.L.K.E.R. в 2007 году. Именно с её появлением слово «сталкер» становится более употребительным по отношению к человеку, увлекающемуся индустриальным туризмом. До этой волны городских исследований такие люди чаще называли себя исследователями, индустриальщиками или диггерами.
С ростом популярности этого хобби началась дискуссия о влиянии повышенного внимания на городские исследования. Люди с намерениями, отличающимимся от негласного правила городского исследователя: «Не брать ничего, кроме фотографий, не оставлять ничего, кроме следов», беспокоят многих владельцев недвижимости.

## Промышленный туризм
Промышленный туризм — туризм, связанный с проникновением на действующие и заброшенные промышленные зоны.

## Сталкерство
Сталкерство — проникновение на заброшенные объекты. Это могут быть как промышленные зоны (такое сталкерство относится к индустриальному туризму), так и светские (непромышленные) объекты.

## Другие городские исследования

### Руфинг

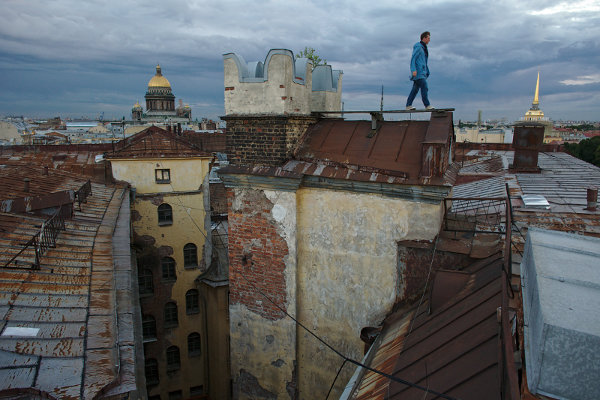
Крыши Санкт-Петербурга

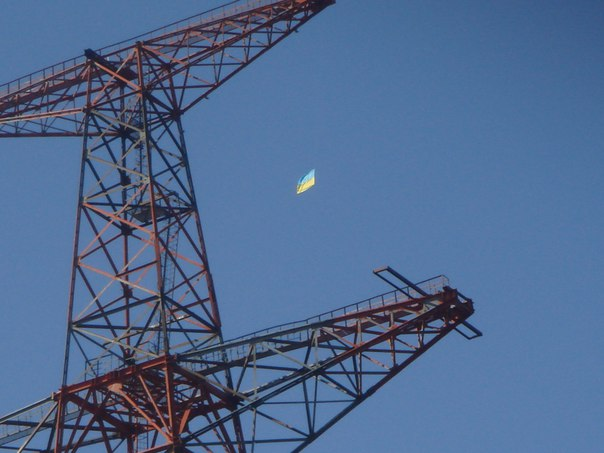
Украинский флаг на охраняемой ЛЭП вблизи ЮУ АЭС, поднятый на высоте свыше 50 м группой руферов, именующих себя TopReachers

Руфинг, руферство (от англ. roof — крыша) — проникновение на крыши домов и высотные сооружения (вышки, опоры ЛЭП и др.). В основном распространён в крупных городах. Целью является созерцание видов, открывающихся с городских крыш. 
Среди городов России стоит выделить Санкт-Петербург как один из наиболее привлекательных для руфинга городов по причине плановой застройки и регламента по высоте зданий, что позволяет взгляду охватывать большие пространства.
Руфинг можно поделить на основные категории:
- Экстремальный руфинг — восхождение на крыши с использованием пожарных лестниц, водосточных труб, уступов и т. д., с целью покорения нестандартной или закрытой для посещения крыши (что делает данный вид руфинга скорее видом инфильтрации);
- Тихий руфинг — посещение крыш с целью получения эстетического удовольствия — любование открывающимися с высоты пейзажами. Может сопровождаться фотографированием, рисованием и т. д.[2];
- Арт-руфинг — руфинг с целью проведения творческих мероприятий: поэтических, концертных, создания объектов в стиле стрит-арт и т. д.

### Психогеография
Сегодня под термином «психогеография» подразумевают изучение точных законов и специфических эффектов территориального окружения, сознательно организованного или нет, оказывающих действие на эмоции и поведение индивида. Термин предложен в 1953 году участником «Леттристского Интернационала» Иваном Щегловым в его статье «Свод правил нового урбанизма». Изучающие психогеографию считают, что городской ландшафт, с которым волей или неволей часто и подолгу сталкивается большинство людей, навязывает определённый способ взаимодействия со средой — повседневные маршруты, привычные чувства. Основным методом таких исследований является т. н. «дрейф» (dérive) — техника быстрого прохода через меняющуюся атмосферу, средство субъективного преображения городского пространства. Её целями могут быть отрешение от обычных мотивов для передвижения, исследование района, эмоциональная дезориентация участника.

## Любовь к городу
Индустриальный туризм и в частности сталкерство, а также некоторые другие городские исследования породили своего рода субкультуру урбанистов и любителей как известных туристических мест или, наоборот, неприметных тихих уголков, так и эстетику заброшенных объектов.
Атмосфера не только полуразрушенных и заброшенных зданий, но и в целом неафишируемой городской жизни формирует любовь к городу такому, какой он есть.

Городские окраины

Это своего рода урбанизм, который является выражением принадлежности к городским пейзажам и городской эстетике, сформировавшимся в результате расширения, развития или наоборот, прихода в упадок городских территорий. Объектами особого вдохновения могут стать здания определённой архитектуры. Например, в России это может быть архитектура в стиле сталинский ампир, конструктивизм. Особым интересом у иностранных туристов пользуется построенная из красного кирпича промышленная архитектура конца 19-го — начала 20-го веков. Атмосфера полуразрушенных и заброшенных мест часто рассматривается творческими людьми как «репетиция постапокалипсиса» и используется в фильмах, мультипликации, играх и книгах, в основном, фантастического и мистического содержания.
Многие творческие люди вдохновляются видами на город, старые и новые здания, на линии электропередач, железнодорожные развязки и депо, наслаждаются атмосферой спальных районов, дворов-колодцев, тупиков, странных и необычных мест, давно неиспользуемых дорог, и в целом неприметной жизнью города. В странах Европы действуют туристические фирмы, предлагающие туры по неафишируемым уголкам городов. Также многие люди неравнодушно относятся к Чернобыльской зоне отчуждения.
Можно с уверенностью заявить, что городские исследования, как и туризм в целом, являются отражением любви к городу как таковому во всех его проявлениях и стремлением к его изучению, исследованию и наслаждению его атмосферой.
Петербургский урбанист Коля Чуз использовал свои экстремальные навыки в политической деятельности. Так, в 2019 году, он проник на стройплощадку станции метро «Дунайская», чем разоблачил утверждение ОАО «Метрострой», а затем и губернатора Александра Беглова об открытии станции в обещанный срок к сентябрю 2019 года. Вопреки обещаниям властей, «Дунайскую» открыли с задержкой более месяца, лишь в октябре, и в первый же день её затопило, как и предсказывал Коля Чуз. Его «вылазка» вызвала негодование в ОАО «Метрострой», а пресс-секретарь компании Екатерина Гигиняк даже позволила себе некорректные «переходы на личности» в адрес урбаниста-экстремала. В результате этого, Коля Чуз обрёл статус «эксперта государственного масштаба» за свой более точный прогноз, позволивший ему выиграть этот спор с чиновниками. Более того, на стройплощадке Коля Чуз был задержан полицией, а затем представители партии «Единая Россия» делали заявления о том, что должен быть поставлен вопрос об уголовном деле по этому случаю. Ранее, в 2011 году, урбанист Коля Чуз лоббировал собственную инициативу «Метро Ночью» (вскоре после неё, власти запустили ночной режим работы метро и автобусов, функционировавший в 2012-2019 годах) и участвовал в организации государственной архитектурной премии «Санкт-Петербург 2020» (проходившей в 2016 году).

## Правовые вопросы
Экскурсии по крышам должны быть согласованы с собственниками зданий. Сама по себе несанкционированная прогулка по крыше обычно не считается незаконной, но взлом двери чердака может рассматриваться как «мелкое хулиганство» (в тех странах, где такое понятие в законодательстве отсутствует, обычно предусмотрена ответственность за незаконное вторжение на объекты чужой собственности).
В России власти активно борются с «руфингом», в том числе преследуя размещение информации о нем в Интернете. Роскомнадзор требовал от ВКонтакте и Ютуба удалить страницы с информацией о «руфинге», суды также выносят решения о запрете подобных страниц.

### Фильмы
- «Энтузиазм: Симфония Донбасса» (Дзига Вертов, 1930) — фильм, прославляющий труд рабочего класса и мощь советской промышленности. Авангардное музыкальное сопровождение и по сей день вдохновляет музыкантов экспериментального направления, про приемы киносъемки Дзиги Вертова можно не говорить — в современном кино с тех пор появилось мало новых ракурсов.
- «Крик» (Микеланджело Антониони, 1957) — фильм о человеческих взаимоотношениях на фоне индустриальных пейзажей.
- «Красная пустыня» (Микеланджело Антониони, 1964) — фильм о женщине с психологической травмой, большое место в эстетике которого занимают индустриальные виды промзон Равенны. Один из самых впечатляющих моментов фильма — это эпизод с вырывающимися из трубы клубами пара, постепенно заполняющего пространство кадра. Музыкальное сопровождение, созданное Джованни Фуско, включает в себя звуки механизмов и различные шумы, что считается отличительной чертой таких направлений в музыке, как индастриал и нойз.
- «Сталкер» (Андрей Тарковский, 1979) — фильм о проникновении на территорию закрытой охраняемой зоны вокруг места предполагаемого падения метеорита. Снят в промышленно-портовой зоне недалеко от Таллина. Пожалуй, самый влиятельный фильм по теме. Один из первых фильмов, где объект посещения играет не фоновую и не вторичную роль, а одну из главных и, наряду с героями, проникающими на её территорию — Сталкером, Профессором и Писателем, даже имеет своё имя — Зона.
- «Письма мертвого человека» (Константин Лопушанский, 1986) — в этом фильме постапокалиптическая тема тесно связана с эстетикой индустриала. Практически все работы Константина Лопушанского можно отнести к эстетике предмета этой статьи.
- «Последняя битва» (Люк Бессон, 1983) — мир после катастрофы. В руинах современных городов оставшиеся в живых люди ведут беспощадную борьбу за существование.
- «Подземка» (Люк Бессон, 1985) — детективная драма, большая часть действия которой происходит в парижском метро.
- «Кин-дза-дза!» (Георгий Данелия, 1986) — фильм стал культовым и оказал большое влияние на адептов индустриального туризма.
- «Получеловек» (Сого Исии, 1986) — музыкальный фильм с участием музыкального коллектива Einstürzende Neubauten, снятый на заброшенном заводском складе в Японии.
- «Небо над Берлином» (Вим Вендерс, 1987) — фильм об ангеле, полюбившем земную женщину и пожертвовавшем свободой и бессмертием ради своей любви. Режиссёр уделил много внимания урбанистическим и архитектурным пейзажам Западного Берлина — особого политического образования, существовавшего с 1949 по 1990 год. Клаустрофобической атмосферой этой, контролируемой западом, части Берлина, окруженной подконтрольными СССР территориями ГДР, в своё время вдохновлялись многие творческие люди. Можно выделить Дэвида Боуи, записавшего там свою знаменитую берлинскую трилогию[12], Лу Рида с одним из лучших его альбомов «Berlin» (1973) и снявшегося в продолжении к «Небу…» Так далеко, так близко! (1993)[13], Ника Кейва, непосредственно снявшегося со своим коллективом в «Небе…»[14], U2, записавших свой знаменитый «Achtung Baby» (1991) в том числе под впечатлением от разделенного пополам города[15].
- «Посвящённый» (Олег Тепцов, 1989) — на фоне индустриальных пейзажей умирающей советской эпохи — остановившихся заводов, молчащих цехов, брошенных карьеров и городских окраин, — разворачивается мистическая история молодого человека, нечаянно получившего сверхъестественный дар — убивать человека лишь усилием воли. Фильм снят по сценарию Юрия Арабова.
- «Посредник» (Владимир Потапов, 1990) — действие этого фантастического фильма происходит на фоне депрессивных урбанистических пейзажей небольшого города.
- «Город» (Александр Бурцев, 1990) — советская социальная драма, в которой значительное место уделяется картинам непарадной стороны Ленинграда.
- «Железная пята олигархии» (Александр Баширов, 1997) — главный герой пытается поднять рабочих на борьбу с олигархией. Фильм снят с использованием эстетики революционного кино начала XX века в атмосфере промзон и заводских окраин.
- «Упырь» (Сергей Винокуров, 1997) — профессиональный и безжалостный охотник на вампиров приезжает в маленький городок с целью убить главного вампира, который со своими приспешниками-кровососами поработил все местное население. Снят в индустриальной и заброшенной портовой части Кронштадта.
- «Девятая сессия» (Брэд Андерсон, 2001) — фильм ужасов, почти полностью снятый в заброшенной психиатрической больнице в Дэнверс[англ.] (штат Массачусетс, США).
- «Район Теси: К западу от железной дороги» (Ван Бинь, 2003) — 9-часовой шедевр документального кино. Режиссёр, преследуемый в Китае по политическим причинам, снял жизнь людей в когда-то очень развитом индустриальном районе Шэньяна — Теси. В 1980-х годах число рабочих в этом районе достигало миллиона человек, но со временем он пришел в упадок. Не все смогли уехать в более благополучные части города и сменить работу. Жизни оставшихся и посвящён этот фильм. Журнал Cahiers du cinéma назвал «Район Теси: К западу от железной дороги» среди десяти лучших картин десятилетия, а по опросу 47 кинематографистов и киноведов для сайта независимого дистрибьютора dGenerate Films эта же картина оказалась на втором месте в списке лучших китайских фильмов нулевых, уступив лишь «Любовному настроению»[16].
- «Крип» (Кристофер Смит, 2004) — триллер о женщине, попавшей из Лондонского метро в мистический лабиринт подземных строений.
- «Туннель смерти» (Филлип Бут, 2005) — фильм ужасов, снятый в заброшенном санатории Уэверли Хиллс, Луисвилль, Кентукки, США.
- «Неуправляемый экстрим (После…») (Дэвид Каннингем, 2006) — триллер, действие в котором происходит в подземных сооружениях под Москвой.
- «Сайлент Хилл» (Кристофер Ганс, 2006) — режиссёр был вдохновлен посещением города-призрака Централия (США, штат Пенсильвания), закрытого из-за непрекращающихся пожаров в угольных шахтах и выделения угарного газа.
- «Prison of the Psychotic Damned» (Дэвид Канн, 2006) — первый фильм в стиле urban exploration (пока на русский язык не переведен).
- «Гадкие лебеди» (Константин Лопушанский, 2006) — фильм по одноимённой повести Аркадия и Бориса Стругацких, снят на Красном Треугольнике.
- «Осенний бал» (Вейко Ыунпуу, 2008) — несколько моментов из жизни шести людей, живущих в огромных панельных домах, построенных на закате советской эры. Сильный акцент на атмосфере спальных районов.
- «Дорога» (Джон Хиллкоут, 2009) — художественный фильм с постапокалиптическим сюжетом, экранизация одноимённого романа Кормака Маккарти, вышедшего в 2006 году. Фильм снят в Пенсильвании, в окрестностях каменноугольных бассейнов, дюн, расселённых и заброшенных частей Питтсбурга. Также съемки велись на заброшенной пенсильванской автомагистрали[англ.].
- «Споры» (Диана Мальцева, 2011) — российский фильм ужасов. Группа друзей выезжает из города на пикник и по пути они обнаруживают старый советский завод. Любопытство сталкивает их лицом к лицу с невообразимой опасностью и ужасными существами.
- «Запретная зона» (Брэдли Паркер, 2012) — фильм ужасов. Шесть туристов заказывают тур в Припять…
- «Чернобыль. Зона отчуждения» (Андерс Банке, 2014—2017) — телесериал канала ТНТ. Некий «подкастер» крадет деньги из квартиры, в которой накануне, по случаю отъезда родителей одного из героев, подростки устроили вечеринку. Они пускаются в погоню, которая закончится лишь в мертвом городе Припять…
- «Дистанция» (Серхио Кабальеро[исп.], 2014) — три карлика, имеющие паранормальные способности, наняты художником, чтобы найти и украсть странный артефакт, открывающий дверь в другие миры, «дистанцию». Шумовое звуковое сопровождение и заброшенная станция посреди унылых и холодных сибирских пейзажей — два главных фона событий, разворачивающихся в фильме.

### Мультипликация
Наибольшее распространение использование антуража мертвых городов нашлось в аниме — японской мультипликации, особенно в изображающей постапокалиптический мир будущего. Склонность к урбанизму особенно отчетливо проглядываются в работах режиссёра Макото Синкая.